# Broken (EP)
Broken é um EP da banda americana de rock industrial Nine Inch Nails, lançado em 1992. 
O EP foi produzido pelo "frontman" da banda, Trent Reznor e Flood. É considerado pesado e tem muita influência de metal industrial e de noise rock, do que o álbum Pretty Hate Machine, que era mais orientado para o synthpop.

## Gravação
Depois do comercial e crítico sucesso de Pretty Hate Machine, a TVT Records pressionou Trent Reznor para gravar outro álbum que tivesse singles que poderiam ser sucessos. Steve Gottlieb, o CEO da TVT Records, foi insistente que ele não lançou nenhum outro álbum melhor que Pretty Hate Machine. Isso provocou a gravadora terminar seu contrato com Reznor, porque ele considerou um atraso em sua vida musical. Esse argumento entre sua gravadora fez Reznor desaparecer por alguns anos, onde ele fez, um novo EP, que ele planejou ser mais pesado, e o precursor do seu futuro álbum The Downward Spiral. Durante esse tempo, Reznor usou a variedade de apelidos para ficar oculto e longe das gravadoras.

## Tracklist
Todas as músicas feitas por Trent Reznor.
1. "Pinion" – 1:02
2. "Wish" – 3:46
3. "Last" – 4:44
4. "Help Me I Am in Hell" – 1:56
5. "Happiness in Slavery" – 5:21
6. "Gave Up" – 4:08
7. "Physical" (Adam Ant) – 5:29 *
8. "Suck" (Martin Atkins, Paul Barker, Trent Reznor, Bill Rieflin) – 5:07 *

(*) Essas músicas não são listadas no pacote EP.

Nota: Faixa 7 a 97 contém vários longos segundos de silêncio.

## Tabelas musicais
| Paradas (1992–93)                   | Melhor posição |
| ----------------------------------- | -------------- |
| Nova Zelândia (Recorded Music NZ)   | 49             |
| Reino Unido (Official Albums Chart) | 18             |
| Estados Unidos (Billboard 200)      | 7              |

## Certificações
| País           | Certificador | Certificação |
| -------------- | ------------ | ------------ |
| Canadá         | MC           | Platina      |
| Estados Unidos | RIAA         | Platina      |